# Евгений Рилски
Евгений Рилски е български духовник и просветен деец, архимандрит, председател на няколко български църковни общини в Македония.

## Биография
Роден е на 13 март 1856 година в град Калофер, тогава в Османската империя, със светското име Иван Кланков. Едва 14-годишен заминава за Рилския манастир, където слуша уроците на Неофит Рилски. Учи в Самоковската духовна семинария и в Пловдивската областна гимназия. Става духовник към Българската екзархия и започва работа като учител в Солун. В учебната 1882 – 1883 година дякон Евгений преподава в Солунската българска мъжка гимназия и е член на учителския съвет. В декември месец дякон Евгений замества Трайко Китанчев като учител по българска история в I клас на българската гимназия. Евгений Рилски преподава също така география на I и II клас. Според Китанчев преподаването по география е мъчно поради липсата на карти, а по история се преподава без учебник.
Председател е на Демирхисарската българска община. Като такъв в 1902 година подписва поздравителен адрес до екзарх Йосиф I за 25 години на престола, в който трите български общини на Мелнишката епархия – Петричката, Демирхисарската и Мелнишката изразяват молба от името на българското население за назначаване на български владика. На 12 май 1903 година е дигнат от Демир Хисар и под строг конвой е изпратен в затвора в град Сяр. Той е задържан, вследствие на подаден махзар (петиция), за който е събирал подписи лично протосингелът на местния гръцки владика. След 52 дни йеромонах Евгений е екстерниран.
По-късно е избран за първи екзархийски наместник в град Драма, оглавявайки Драмската българска община.
В 1913 година Евгений Рилски е споменат като дарител за алманаха „Славянски календар“ и управляващ Сярската българска община.
От 8 януари 1914 до 1917 година е игумен е на Рилския манастир.
Умира в София през 1932 година след 5 месечно, тежко боледуване.